# Ceratoryt

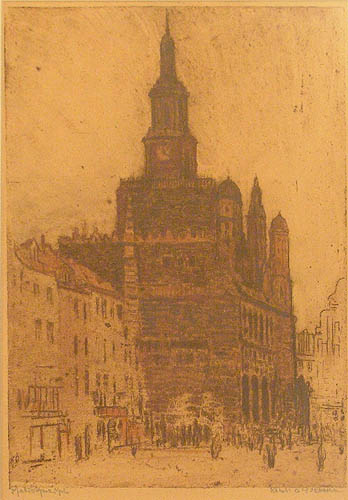
Ratusz w Poznaniu. Feliks Jabłczyński. Ceratoryt kolorowany

Ceratoryt — technika graficzna druku wklęsłego polegająca na stosowaniu ceraty do wykonania formy drukowej wycinając w niej żądany wzór.
Chcąc wydobyć cienkie kreski rysunku nacina się lekko powłokę ceraty. Grube kreski uzyskuje się zdrapując igłą warstwę gumową ceraty aż do samej tkaniny, albo wypalając gumę rozgrzaną igłą. Odbitkę uzyskuje się po nałożeniu farby. Do drukowania używa się rozrzedzonej farby olejnej, która zbiera się w wyciętych zagłębieniach lub też wsiąka w odsłoniętą tkaninę, stanowiącą spód ceraty. Elastyczność ceraty ułatwia drukowanie, dając przy tym charakterystyczne efekty światłocieniowe. Odbitkę wykonaną tą techniką cechuje nierówność poszarpanej kreski. 
Technikę ceratorytu wynalazł Feliks Jabłczyński na początku XX wieku. Zainteresowany tworzeniem akwafort, starał się ominąć przepisy w zaborze rosyjskim zakazujące posiadania prasy akwafortowej dla prywatnego użytku. Rycina wykonana w ten sposób przypomina akwafortę lub suchoryt.
 Wycinanie w miękkich matrycach umożliwiało wykonywanie druków przy pomocy wyżymaczki, którą stosował Jabłczyński. Odbitkę można uzyskać także w prasie miedziorytniczej.
Ceratorytem nazywana jest także odbitka wykonana tą techniką.